# Diástole

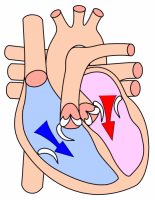
Fluxo sanguíneo na diástole.

Diástole cardiaca é um período de relaxamento muscular ou recuperação do músculo cardíaco; alterna com o período de contração muscular (sístole). Nesse período, de pressão arterial mínima, a cavidade dilata os ventrículos e permite a entrada de sangue, para que possa ser expelido na contração. Corresponde à onda do electrocardiograma (ECG).Além disso,é a parte do ciclo cardíaco que segue a sístole .